# Pierre Joseph Grosfils
Pierre Joseph Grosfils (Verviers, 5 september 1852 - Brussel, 5 juni 1919) was een Belgisch volksvertegenwoordiger.

## Levensloop
Grosfils was een zoon van brouwer Pierre-Joseph Grosfils en van Adèle Davignon. Hij trouwde met Blanche Defaive en had een tweede huwelijk met Marie Caroline Hermine Kolck.
Zelf ook brouwer, werd Grosfils provincieraadslid voor de provincie Luik (1882-1886) en gemeenteraadslid van Verviers (1882-1895).
In 1890 werd hij verkozen tot liberaal volksvertegenwoordiger voor het arrondissement Verviers en vervulde dit mandaat tot in 1894.